# Batalla de Vouillé
La batalla de Vouillé es va lluitar en les marques septentrionals del territori visigòtic del Regne de Tolosa, a prop de Poitiers (Gàl·lia), a la primavera del 507 entre els francs comandats per Clodoveu I i els visigots d'Alaric II.

## Abans de la batalla

L'extensió de l'Imperi Franc

Després de la caiguda de l'imperi Romà d'Occident, els francs van subjugar les altres tribus germàniques i van crear un imperi sota la dinastia merovíngia, i volien expulsar els visigots de la Gàl·lia pel seu arrianisme. Clodoveu i Anastasi I Dicor de l'Imperi Romà d'Orient van acordar atacar els gots cadascú en la seva banda.

## Batalla
Els francs havien creuat el Loira, i els visigots van anar pel nord per tallar-los-hi el pas amb l'esperança que els ostrogots els donessin suport. La batalla es va desenvolupar a les planes de Vouillé, prop de Poitiers. Es va iniciar una terrible lluita cos a cos, fins que el rei visigòtic va caure en mans del mateix Clodoveu. Tal com va passar en la batalla de Tolbiac contra els alamans, la mort del rei dicta la desbandada dels visigots, que van acabar massacrats pels francs.

## Conseqüències
La derrota a Vouillé va forçar els visigots a retirar-se a Hispània, la qual encara controlaven, i va permetre als francs controlar el sud-est de l'actual França, i capturar la capital del Regne de Tolosa. L'única part de la Gàll·lia que després d'aquesta derrota restà en mans dels visigots fou la Septimània, amb capital a Narbona.
Teodoric el Gran va perdre la confiança amb Gesaleic, i va enviar Ibba a combatre Gesaleic, qui va proclamar com rei a Bàrcino al jove Amalaric. El 512 l'exèrcit de Gesaleic va entrar a la Tarraconense pels passos pirinencs orientals però va ser derrotat per Ibbas i en intentar penetrar a Borgonya, va ser capturat i mort.